# La Sociedad 111
La Sociedad 111 es una banda de música cristiana y reggae fusión, surgida en, Bogotá, Colombia en  2017. Está integrada por Alfredo Sanabria, cantante y compositor, y César Triana, baterista y compositor. Sus canciones combinan el reggae con sonidos y elementos del rock, pop, jazz, y ritmos latinos y folclóricos. 
Han colaborado y o publicado junto a otros cantantes y bandas de música cristiana como Gilberto Daza, Kev Miranda, Christafari y Jah Love. Participaron en la edición de los 10 años del Bogotá Góspel como banda finalista.
Han sido premiados en los Premios Hit en 2020, 2021 y 2022 y nominados varias veces en los Premios internacionales Praise Music Awards y en los Premios Arpa. 

## Historia
La Sociedad 111 se forma en 2017 en la ciudad de Bogotá. Debutaron en las plataformas digitales con la publicación del sencillo de difusión, Fuente que grabaron junto a la banda chilena Jah Love. Posterior a ello publicaron el EP La Sociedad 111, del cual el sencillo es el primer corte de difusión.
En el año 2019 fueron nominados en los Premios internacionales Praise Music Awards en las categorías Mejor banda del año y Mejor canción pop del año por su sencillo Fuente. Ese mismo año acompañaron en el escenario al cantante de música cristiana Juan Carlos Alvarado como banda invitada. A su vez, participaron como finalistas en el concierto Bogotá Góspel que se llevó a cabo el 7 de agosto de ese año en el Parque Metropolitano Simón Bolívar donde compartieron escenarios con artistas como Danilo Montero, Christafari, Alex Zurdo y Madiel Lara.
En el año 2020 participaron en el Live Music Fest 2020 realizado en Ecuador, como banda invitada.Ese año reciben el galardón Reconocimiento en los Premios Mundo Hit edición 2020.También fueron nominados en los Praise Music Awards en la categoría Banda o Grupo Musical del Año.Ese mismo año participan en la canción The Blessing del grupo norteamericano Christafari quienes publicaron esta canción junto a un reparto de 80 artistas.
En el año 2021 publican las canciones Tengo un lugar, Bonita y Lenguaje singular. Ese mismo año son galardonados con el premio Mejor Diseño Gráfico del Álbum por el álbum Dame un corazón en los Premios Mundo Hit edición 2021.
En el año 2022 fueron nominados en la XVII Premios Arpa organizado por la Academia Nacional de la Música y Artes Cristianas©, en México, en la categoría Compositor del año con la canción Lenguaje Singular. También este año son galardonados con el premio Mejor Canción de Reggae por la canción Ese cariñito en los Premios Mundo Hit edición 2022.Igualmente son nominados en los Premios El Galardón, que se celebran en la ciudad de Miami, en la categoría Grupo Música Alternativa. 
En febrero de 2023 estrenan junto al conocido cantautor colombiano Gilberto Daza Tomarte de la mano una canción que fusiona el reggae con el vallenato.A finales de ese año publican Perfecta combinación con la colaboración de Kev Miranda.
En agosto de 2024 estrenan el sencillo Melanina.Primer corte de su tercer disco, esta canción fusiona reggae con cumbia y sonidos folclóricos colombianos.Este mismo año son premiados en los Praise Music Awards con el Gold Praise Music, premio al mérito.

## Miembros
- Alfredo Sanabria: Voz y composición
- César Triana: batería y composición

## Discografía[30]

### EP
La sociedad 111 (2017)

### Sencillos
- Fuente. ft Jah Love (2017)
- Cuan grande es él (2019)
- Dame un corazón (2020)
- Contigo (2020)
- Esencia (2020)
- Tengo un lugar (2021)
- Bonita (2021)
- Lenguaje singular (2021)
- Ese cariñito (2022)
- Verte vivir (2022)
- Sublime gracia (2022)
- Presumirte (2002)
- Tomarte de la mano. Ft. Gilberto Daza (2022)
- Amo disfrutarte (2023)
- Perfecta combinación (2023)
- Contigo - Remix (2024)
- Melanina (2024)

## Nominaciones y premios
| Año  | Premiación          | Categoría                        | Resultado  |
| ---- | ------------------- | -------------------------------- | ---------- |
| 2019 | Praise Music Awards | Canción Pop del año              | Nominación |
| 2019 | Praise Music Awards | Banda o grupo del año            | Nominación |
| 2020 | Premios Mundo Hit   | Reconocimiento                   | Ganador    |
| 2020 | Praise Music Awards | Banda o grupo del año            | Nominación |
| 2021 | Premios Mundo Hit   | Mejor Diseño Gráfico del Álbum   | Ganador    |
| 2022 | Premios Mundo Hit   | Mejor Canción Reggae del año     | Ganador    |
| 2022 | Premios Mundo Hit   | Mejor Diseño Gráfico del Álbum   | Nominación |
| 2022 | Premios El Galardón | Grupo Música Alternativa         | Nominación |
| 2022 | Premios Arpa        | Compositor del Año               | Nominación |
| 2022 | Praise Music Awards | Banda o Grupo Revelación del Año | Nominación |
| 2023 | Premios Mundo Hit   | Mejor Canción Reggae del año     | Nominación |
| 2023 | Premios Mundo Hit   | Mejor Canción Cumbia Urbana      | Nominación |
| 2023 | Premios Mundo Hit   | Mejor Videoclip                  | Nominación |
| 2023 | Premios Mundo Hit   | Compositor del Año               | Nominación |
| 2024 | Praise Music Awards | Gold Praise Music                | Ganador    |